# Anaxipha contaminata
Anaxipha contaminata är en insektsart som först beskrevs av Karsch 1893.  Anaxipha contaminata ingår i släktet Anaxipha och familjen syrsor. Inga underarter finns listade i Catalogue of Life.